# Paolo Montin
Paolo Montin, född den 18 november 1976 i Asolo, är en italiensk racerförare.

## Racingkarriär
Montin blev tvåa i Italienska F3-mästerskapet 1998, vilket var starten på en lång och framgångsrik karriär i klassen. Han kom tvåa i Macaus Grand Prix 2000 och sedan tvåa i det Japanska F3-mästerskapet tre säsonger i rad, 2001, 2002 och 2003.
Efter att ha blivit femma i serien 2005 dalade Montins karriär, men han gjorde comeback i italienska Porsche Carrera Cup 2008, där han slutade sexa totalt.